# Hilfskrankenhaus Bonn-Beuel
Das Hilfskrankenhaus Bonn-Beuel war das 14. Hilfskrankenhaus in Nordrhein-Westfalen. Es befindet sich als unterirdische Bunkeranlage unter der Turnhalle der Integrierten Gesamtschule Bonn-Beuel.

## Bau und Verwendung
Die ersten Planungen für den Bau des Hilfskrankenhauses begannen 1978, gebaut wurde es in viereinhalb Jahren in mehreren Bauabschnitten. Der Innenausbau wurde 1983 abgeschlossen. In Betrieb genommen wurde das Hilfskrankenhaus im Rahmen eines Festaktes im Frühjahr 1984, in diesem Rahmen wurde es auch vom Land Nordrhein-Westfalen an die damalige Bundeshauptstadt Bonn übergeben.
Mit der Übergabe nahm die Bundeshauptstadt Bonn eine Spitzenstellung in Bereich des Zivilschutzes in der Bundesrepublik Deutschland ein. Gab es 1984 in der Bundesrepublik für 3 % der Bevölkerung Schutzraumplätze, verfügte die damalige Bundeshauptstadt über Schutzräume für 13 % der Bevölkerung (Rhein-Sieg-Anzeiger vom 8. Mai 1984).
Das unterirdische, strahlengeschützte Hilfskrankenhaus sollte Schutz bieten vor radioaktiven Niederschlägen und biologischen Kampfmitteln, es wurde aus diesem Grund unter anderem mit 60 cm dicken Außenwänden versehen. Die Kosten für das Hilfskrankenhaus beliefen sich auf 9 Millionen DM, finanziert wurde es über das Landesministerium für Gesundheit und Soziales mit direkten Zuschüssen vom Bundesamt für Zivilschutz.
Das Gebäude hat eine Fläche von ca. 2900 m² und verfügt auf zwei Etagen über neun Krankenstationen und vier Operationsräume mit allen notwendigen Labor-, Sterilisation-, Röntgen- und Ambulanzeinrichtungen. Außerdem befinden sich Küche, Personalräume für 126 Mitarbeiter und, direkt am Haupteingang, eine Schleuse mit Entgiftungsteil und strahlengeschützten Kleiderabwurf im Gebäude. Neben der Hauptein- und -ausfahrt, in Gestalt einer lang gezogenen Rampe, besitzt das Hilfskrankenhaus auch drei Notausgänge. Zwei dieser Notausgänge sind Treppen mit einer Breite von 1,30 Metern. Der dritte Ausgang besteht in Form einer Leiter.
Im Verteidigungs- oder Katastrophenfall hätte das Krankenhaus 463 Patienten mit Personal für 3–4 Wochen ohne Hilfe von außen aufnehmen können. Es wurde nie aktiviert, da eine Notfallversorgung in einem solchen Umfang nie erforderlich wurde. Zumal jede Bonner Klinik darauf eingerichtet ist, in begrenztem Maß bei plötzlichen Notfällen einzuspringen und erst, wenn deren Kapazität nicht mehr ausreicht, das Hilfskrankenhaus aktiviert werden sollte. 
Die zuständige Sanitätsgruppe für den Krankenhausbetrieb sollte gemäß Landesministerium für Arbeit, Gesundheit und Soziales durch den Kreisverband Bonn des Roten Kreuzes gestellt werden. Als Stammkrankenhaus wurde durch die Stadt Bonn die Universitätsklinik Bonn vorgeschlagen.
Die Ausstattung sollte im Bedarfsfall aus dem Medikamenten- und Gerätelager des Zivilschutzes in Drabenderhöhe angeliefert werden. Dies wurde im Rahmen einer Übung am 4. Mai und 5. Mai 1984, bei der Übergabe an die Stadt Bonn, geprobt, wobei es zu Demonstrationen in der Bevölkerung kam.

## Nutzung
Genutzt wurde das Gebäude zweimal zur Unterbringung von Personen. Zum einen waren dort 1985 beim Weltwirtschaftsgipfel für zehn Tage ca. 600 Polizisten, zum anderen 1989 durch das Bundesinnenministerium ca. 300 DDR-Übersiedler untergebracht.
Im Jahr 2016 wurde durch die Stadt Bonn geprüft, ob das Gebäude für die Unterbringung von Flüchtlingen (im Rahmen der Flüchtlingskrise in Deutschland ab 2015) genutzt werden kann.

## Ausstattung
- 463 Patientenbetten, davon 25 Spezial- und 20 Kinderbetten
- 4 Operationsräume
- 9 Stationen
- Entgiftungsschleuse
- Notküche
- Brunnen zur Wasserversorgung
- Notstromdiesel

## Einzelbelege
1. ↑  Andreas Dyck: Zuflucht im Beueler Bunker. In: General-Anzeiger Bonn. 2. Februar 2016, abgerufen am 2. Februar 2016 (mit zahlreichen Fotos des Bunkers).

Koordinaten: 50° 45′ 1,7″ N, 7° 8′ 51,1″ O